# 1993 dans la police
Cet article présente les faits marquants de l'année 1993 dans la police.

## Évènements
- 6 avril : Mort de Makomé M'Bowolé, tué au commissariat des Grandes-Carrières à bout portant d'une balle dans la tête par un inspecteur de police.